# Aleksander Dzieduszycki
Aleksander Stanisław Dzieduszycki (21. července 1813 Hvizdec – 12. května 1879 Sydorivka) byl rakouský politik polské národnosti z Haliče, během revolučního roku 1848 poslanec Říšského sněmu.

## Biografie
Roku 1849 se uvádí jako Alexander Dzieduszycki, statkář v obci Sydorivka (Isidorowka). Byl šlechtického původu. Měl titul hraběte.
Během revolučního roku 1848 se zapojil do veřejného dění. Stal se členem ústřední národní rady ve Lvově. Ve volbách roku 1848 byl zvolen i na ústavodárný Říšský sněm. Zastupoval volební obvod Stryj. Tehdy se uváděl coby statkář. Náležel ke sněmovní pravici.
Po obnovení ústavního systému vlády v 60. letech se znovu zapojil do politiky a zasedl jako poslanec na Haličský zemský sněm. Jako poslanec se uvádí již hned po prvních volbách roku 1861. Na mandát zemského poslance rezignoval v roce 1865.